# Giovanni Tuccari
Giovanni Tuccari (* 1667 in Messina; † 1743 ebenda an der Pest) war ein italienischer Maler des Barocks auf Sizilien.

## Leben
Giovanni Tuccari war der Sohn des Barbalonga-Schülers und Freskomalers Antonio Tuccari, der in Messina gemeinsam mit Antonio Bova und Bartolomeo Tricomi die Decke des Domes von Messina mit Fresken versah.
Wahrscheinlich wurde Giovanni in der väterlichen Werkstatt ausgebildet, da auch er insbesondere als Freskenmaler hervortrat und der künstlerische Einfluss von Barbalonga in seinem Werk nachklingt. Die meisten seiner Fresken realisierte er in Messina und Umgebung, die bei dem Erdbeben von 1783 und insbesondere durch das große Beben von 1908 zerstört wurden.
Cacopardi rühmte Tuccari als Maler mit bedeutendem Talent, der an Leichtigkeit seines Schaffens selbst Luca Giordano übertreffen würde.
Neben der Freskenmalerei schuf er Bilder von Schlachten, Historienbilder, Landschaften und Stillleben.

## Werke

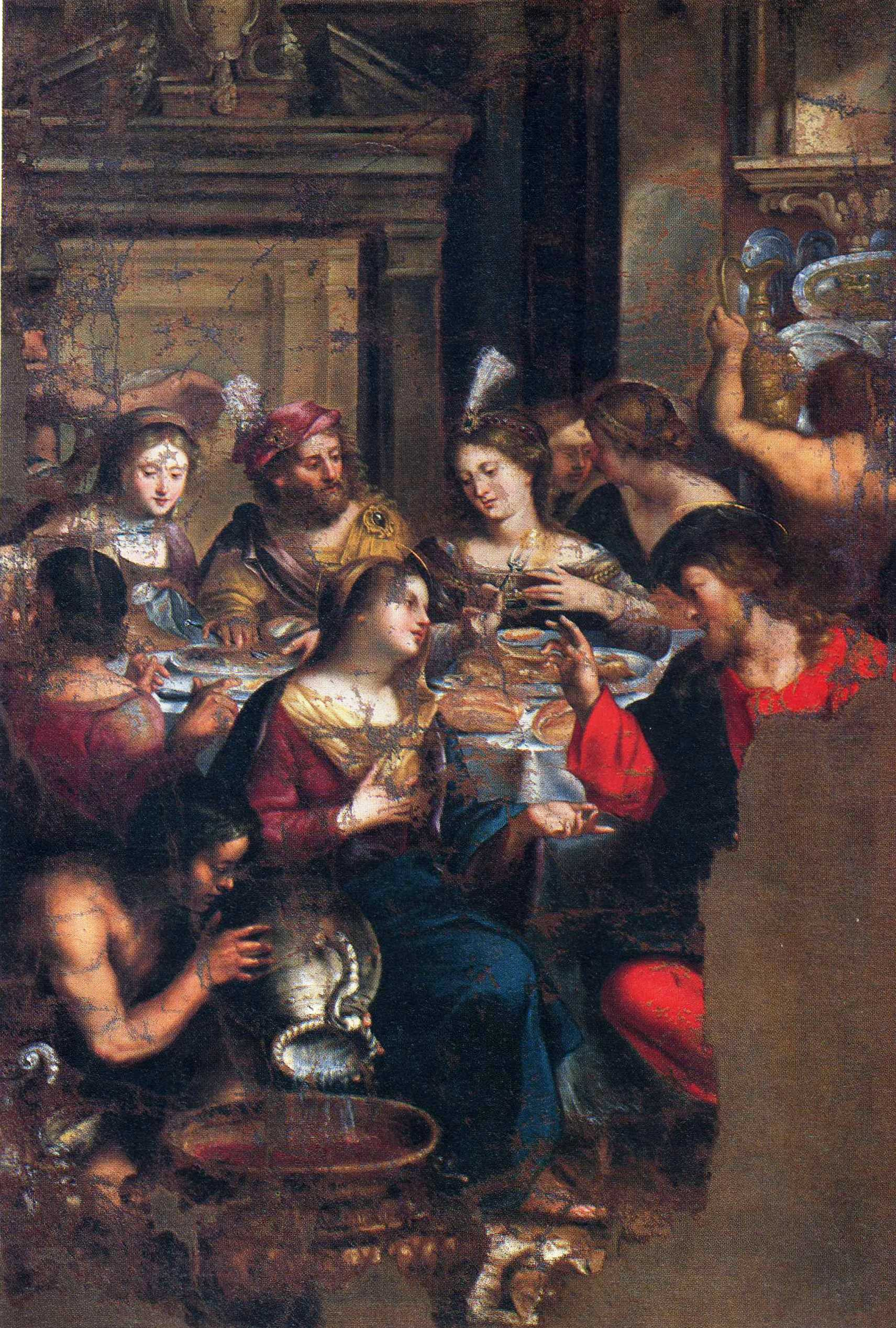
Hochzeit zu Kana

- Museo Regionale di Messina Tafelbilder „Hochzeit zu Kana“; „Auffindung des Mose“ sowie „Ester und Ahasveros“.
- Chiesa di San Benedetto (Catania) Stuckarbeiten und Deckenfresko „Leben des S. Benedikt“ sowie „Glorie des S. Benedikt“ (1726)
- Santuario di Sant’Antonio (Castiglione di Sicilia),
- Pinacoteca Zelantea (Acireale)
- Chiesa di San Cono (Naso) zwei Tafelbilder
- Cattedrale di Sant’Agata (Catania): Tafelbild „Taufe Christi“, „SS. Gaetano und Filippo Neri“
- Chiesa di S. Antonio (Castiglione di Sicilia) Fresken